# ليتل سندهورست (باركشير)
ليتل سندهورست (بالإنجليزية: Little Sandhurst)‏ هي قرية تقع في المملكة المتحدة في جنوب شرق إنجلترا.